# Philipp Carl
Philipp Franz Heinrich Carl (* 19. Juni 1837 in Neustadt an der Aisch; † 24. Januar 1891 in München) war ein deutscher Physiker und Astronom.
Im Alter von 19 Jahren begann Carl 1856 sein Studium an der Ludwig-Maximilians-Universität in München hauptsächlich bei den Professoren Philipp von Jolly und Johann von Lamont. Seine Hauptfächer waren Mathematik und Physik; in letzterem wurde er 1860 promoviert.
Anschließend arbeitete Carl als Assistent von Lamont an der Sternwarte in Bogenhausen. Diese Arbeiten führten bereits im darauffolgenden Jahr zu seiner Habilitation. Bis 1865 war Carl an dieser Sternwarte tätig und führte astronomische und geomagnetische Arbeiten durch.
1865 gründete Carl in München ein physikalisch-technisches Unternehmen zur Herstellung von physikalischen Instrumenten, das er bis 1875 leitete. Zwischen 1865 und 1882 fungierte Carl auch als hauptverantwortlicher Herausgeber des Repertoriums der Experimentalphysik, der physikalischen Technik und der astronomischen Instrumentenkunde (auch Carl’s Report genannt). 1869 wurde er zum Professor für Physik an den königlich-bayrischen Militärbildungsanstalten ernannt. Im Jahr 1882 wurde Carl zum Mitglied der Gelehrtengesellschaft Leopoldina gewählt.
Philipp Carl starb am 24. Januar 1891 in München.

## Werke (Auswahl)
- Die Principien der astronomischen Instrumentenkunde. Leipzig 1863.
- Repertorium der Kometenastronomie. München 1864.